# Јуниверсал (Индијана)
Јуниверсал (енгл. Universal) град је у америчкој савезној држави Индијана.

## Демографија
По попису из 2010. године број становника је 362, што је 57 (-13,6%) становника мање него 2000. године.
| Група             | 2000.       | 2010.       |
| Белци             | 413 (98,6%) | 354 (97,8%) |
| Афроамериканци    | 1 (0,2%)    | 1 (0,3%)    |
| Азијати           | 0 (0,0%)    | 0 (0,0%)    |
| Хиспаноамериканци | 4 (1,0%)    | 6 (1,7%)    |
| Укупно            | 419         | 362         |